# Inżynieria chemiczna i procesowa
Inżynieria chemiczna i procesowa – dyscyplina naukowa, należąca do dziedziny nauk technicznych, która zajmuje się – wraz z technologią chemiczną – projektowaniem i prowadzeniem operacji i procesów jednostkowych, będących elementami procesów produkcyjnych w przemyśle chemicznym. Formułuje ilościowe opisy takich procesów, jak przepływ płynów, przenoszenie masy przez granice faz, przenoszenie energii (np. działanie wymienników ciepła). O inżynierii chemicznej mówi się wówczas, gdy istotnymi elementami procesu produkcyjnego są reakcje chemiczne. 
W zakres inżynierii chemicznej wchodzi m.in. projektowanie aparatów, urządzeń (np. reaktorów chemicznych, mieszalników lub urządzeń służących do rozdzielania mieszanin związków chemicznych) oraz całych złożonych systemów produkcyjnych (instalacji). Projekty są opracowywane w oparciu o wiedzę z zakresu chemii, fizyki, technologii chemicznej, materiałoznawstwa oraz innych nauk podstawowych i stosowanych.

## Miejsce inżynierii chemicznej i procesowej w systemie nauki w Polsce

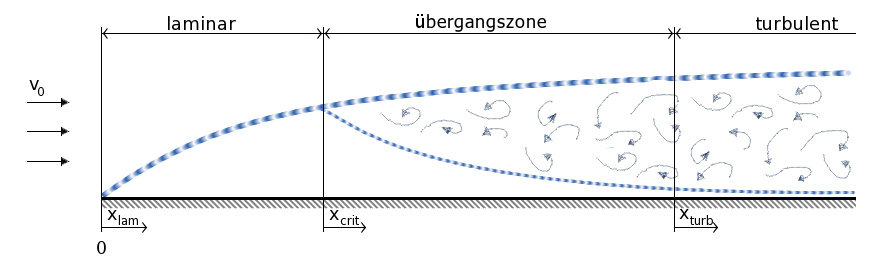
Laminarny i burzliwy przepływ płynów

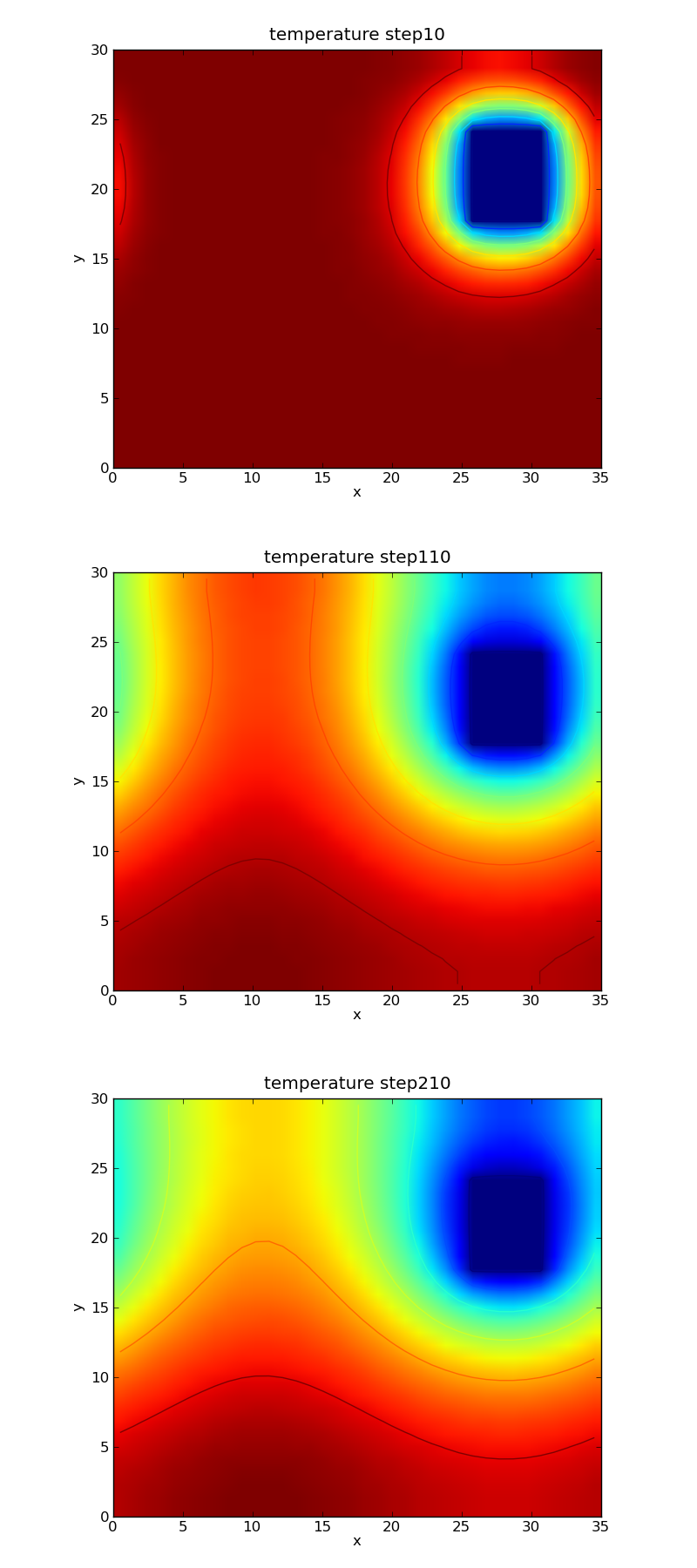
Przykład modelowania dyfuzji ciepła – zimny pręt (granatowy) w cieplejszym otoczeniu

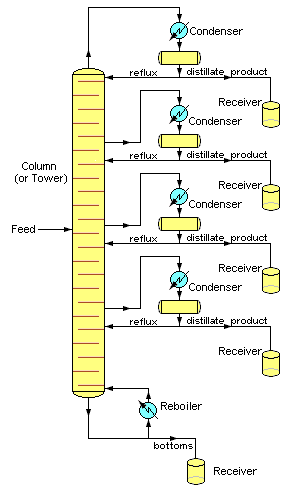
Schemat instalacji do ciągłej destylacji frakcyjnej

Fragment instalacji do oczyszczania ścieków z zakładu chemicznego

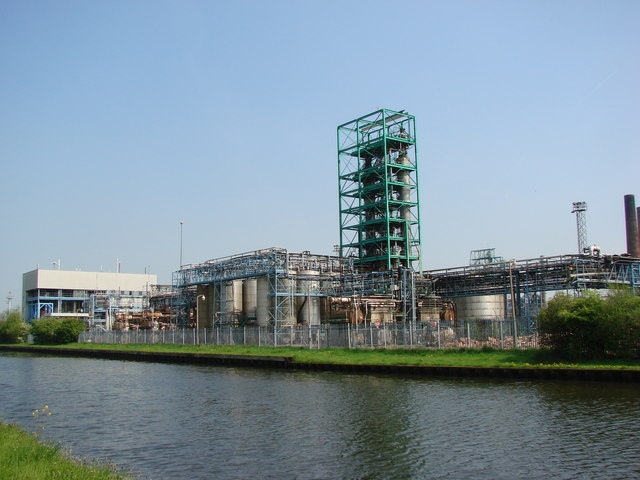
Zakład chemiczny w Walii (obecnie nieistniejący)

W Polsce dyscyplina „inżynieria chemiczna” jest zamieszczona na liście dyscyplin nauk technicznych, sporządzonej przez Centralną Komisję do Spraw Stopni i Tytułów i zamieszczonej w rozporządzeniu ministra Nauki i Szkolnictwa Wyższego (MNiSzW). Na liście wymieniono kilkanaście dyscyplin – poza inżynierią chemiczną m.in. biotechnologię, technologię chemiczną, inżynierię materiałową, inżynierię produkcji. 
W wykazie kierunków kształcenia na wyższych uczelniach w Polsce, dla których MNiSzW określa standardy kształcenia, znajduje się kierunek „Inżynieria chemiczna i procesowa”, obok takich pokrewnych kierunków, jak technologia chemiczna, inżynieria materiałowa, inżynieria biomedyczna, inżynieria środowiska, ochrona środowiska, towaroznawstwo, kosmetologia, technologia drewna, papiernictwo i poligrafia.
Kierunek kształcenia „Inżynieria chemiczna i procesowa” jest prowadzony na Wydziałach:
- Inżynierii Chemicznej i Procesowej Politechniki Warszawskiej,
- Inżynierii Procesowej i Ochrony Środowiska Politechniki Łódzkiej,
- Inżynierii i Technologii Chemicznej Politechniki Krakowskiej,
- Technologii i Inżynierii Chemicznej Zachodniopomorskiego Uniwersytetu Technologicznego w Szczecinie,
- Chemicznych Politechniki Śląskiej, Wrocławskiej i Rzeszowskiej,
- Nauki o Żywności Uniwersytetu Warmińsko-Mazurskiego w Olsztynie.
- Technologii Chemicznej Politechniki Poznańskiej
- Inżynierii Produkcji Uniwersytetu Przyrodniczego w Lublinie

## Specjalności inżynierii chemicznej i procesowej
Kształcenie na uczelniach wyższych jest prowadzone w zakresie specjalności, związanych z kompetencjami i naukowymi zainteresowaniami pracowników poszczególnych instytutów, np.:
- inżynieria procesów membranowych,
- inżynieria naftowa i gazownicza,
- inżynieria bioprocesowa,
- inżynieria procesów biotechnologicznych,
- inżynieria odnawialnych źródeł energii,
- inżynieria procesów ekoenergetyki,
- inżynieria procesów w technologiach przetwórczych,
- inżynieria przetwórstwa żywności,
- Informatyka procesowa,
- procesy i urządzenia w ochronie środowiska,
- zarządzanie i eksploatacja w systemach produkcyjnych.

## Prace naukowe i badawczo-rozwojowe
Prace badawcze są prowadzone w  instytutach inżynierii chemicznej, działających na wyższych uczelniach technicznych oraz w specjalistycznych instytutach, np. w Instytucie Inżynierii Chemicznej PAN, utworzonym w 1958 roku przez Tadeusza Hoblera (początkowo jako Zakład Inżynierii Chemicznej i Konstrukcji Aparatury)
. Wymienione poniżej tytuły artykułów naukowych, które ukazały się w latach 2010–2011 na łamach miesięcznika Chemical and Process Engineering (Inżynieria Chemiczna i Procesowa) orientacyjnie ilustrują zakres i charakter badań, prowadzonych w różnych obszarach dyscypliny "inżynieria chemiczna":
- A comparative study of thermodynamic electrolyte models applied to the Solvay soda system[11]

- Techniki pomiarowe rozkładu wielkości kropel w mieszanej cieczy[12]
- Wpływ granulacji biopreparatów na kinetykę suszenia fluidyzacyjnego bakterii fermentacji mlekowej[13],

- Biosorpcja barwników kationowych na trocinach bukowych. II. Wpływ parametrów procesowych na wydajność procesu[14]
- Analiza prędkości przepływu wtórnego formującego stożek osadu w kadzi wirowej[15]
- Rozkład wartości objętościowego współczynnika wnikania masy podczas napowietrzania cieczy z użyciem samozasysającego mieszadła tarczowego[16]
- Modelowanie matematyczne zintegrowanego procesu niskotemperaturowej kondensacji z adsorpcją[17]

Zagadnień inżynierii chemicznej i procesowej dotyczą również publikacje w wielu innych specjalistycznych czasopismach np. Chemical and Process Engineering, Chemical Engineering Research and Design, Inżynieria i aparatura chemiczna, Process Safety and Environmental Protection, Food and Bioproducts Processing, Education for Chemical Engineers, Loss Prevention Bulletin, Przemysł chemiczny, Ochrona przed korozją, Chemik.